# Ida od Boulognea
Ida (oko 1160. – 1216.) bila je bulonjska grofica vladarica; starija kći bulonjske grofice Marije I. i njenoga muža Mateja. Preko majke, Ida je bila unuka Stjepana, kralja Engleza i Matilde Bulonjske. Brak Idinih roditelja poništen je 1170.
Nakon očeve smrti, 1173., Ida je postala grofica suo jure te se 1181. udala za Gerarda od Gueldersa. Idin je drugi suprug bio Bertold IV., vojvoda Zähringena, a treći Renaud I., grof Dammartina. Renaudova i Idina kći bila je Matilda II., bulonjska grofica.